# ERG Transit Systems
 (janvier 2008).
Si vous disposez d'ouvrages ou d'articles de référence ou si vous connaissez des sites web de qualité traitant du thème abordé ici, merci de compléter l'article en donnant les références utiles à sa vérifiabilité et en les liant à la section « Notes et références ».
Pour les articles homonymes, voir ERG.
ERG Transit Systems est un groupe australien dont le cœur de métier est la conception, le développement et la mise en œuvre de systèmes de transport intelligents, et en particulier de solutions de billetiques.
Le groupe emploie 800 personnes réparties entre 15 filiales implantées dans 11 pays, dont la Belgique, la France, l'Italie, le Royaume-Uni, la Suède, Singapour et les États-Unis.

## Réalisations
ERG Transit Systems a livré des systèmes billetiques dans plus de 250 agglomérations, générant plus de 5 milliards de transactions chaque année. Parmi ces réalisations, certaines ont marqué des avancées remarquables dans le développement des systèmes de billetterie informatisée, et restent des références mondiales de ce secteur d’activité[réf. nécessaire] :
- Hong Kong (Octopus System) Métro de Hong Kong
- San Francisco (Bay Area Rapid Transit)
- Singapour
- Rome (Métro de Rome)
- Seattle
- Washington DC
- Sydney (CityRail)
- Stockholm (Storstockholms Lokaltrafik)
- Las Vegas (Las Vegas Monorail)
- Moscou (Métro de Moscou)
- Cluses - France
- Thonon les bains - France
- JuraGO - France
- Îles Canaries - Espagne

## Activités
ERG Transit Systems maîtrise le cycle complet de conception, de développement et de mise en œuvre de solutions de billetterie informatisée pour le transport public. Ses réalisations s’étendent de la simple fourniture d’équipements à la prise en charge complète de l’exploitation d’un système et de la gestion des flux financiers, dans le cadre de solutions entièrement externalisées (valideurs, systèmes embarqués, logiciels de traitement des données, pupitres conducteurs...).
ERG Transit Systems intègre dans ses réalisations toutes les technologies liées à la billetterie dans les transports publics : cartes à puce à contact et sans contact, tickets magnétiques, billetterie papier, transmission par radio (GPRS, Wi-Fi) ou par infrarouge, etc.
ERG conçoit et fabrique une partie des équipements utilisés dans ses systèmes, en particulier tous les matériels embarqués : pupitres, valideurs, systèmes de communication.

### En Europe
ERG est actif en Europe depuis plus de 25 ans à travers 6 implantations : en Belgique (Bruxelles), en France (Besançon,  Bordeaux, Marseille, Rouen), en Italie (Rome), en Suède (Stockholm), en Angleterre (Bolton) et un réseau de partenaires permettant de répondre à tous les marchés de la zone Europe, Afrique et Moyen-Orient.
La direction européenne du groupe assure, par ailleurs, le contrôle de l’application dans chaque filiale des procédures qualité. Certifiée ISO 9001, la société fait l’objet d’audits réguliers, internes et externes.

### En France
En plus de sa forte présence dans de grandes villes comme Angoulême, Bordeaux, Caen, Grenoble, Toulouse, Toulon, Valence, Bayonne, Clermont Ferrand, Strasbourg et Rouen, ERG France est le premier fournisseur français pour les solutions billettiques interurbaines depuis une dizaine d’années. ERG Systems France a ainsi installé de nombreux systèmes intermodaux et plus de 40 000 équipements à bord de bus, trains et ferries, permettant l’utilisation d’une seule carte sans contact pour tous les modes de transport public.
ERG est implanté en France depuis 1989. Situé à Besançon, ERG Transit Systems France emploie 103 personnes qui assurent la conception,  la mise en œuvre et la maintenance des systèmes billettiques en France et en Europe du Sud (Espagne, Portugal, Italie). Ainsi, ERG est un contributeur actif des normes INTERCODE, INTERBOB, INTERTIC visant à favoriser l’interopérabilité des systèmes en France.